# Pareudesmoscolex laciniosus
Pareudesmoscolex laciniosus är en rundmaskart. Pareudesmoscolex laciniosus ingår i släktet Pareudesmoscolex, och familjen Desmoscolecidae. Arten är reproducerande i Sverige.